# Mykoła Jaciuk
Mykoła Ołeksandrowycz Jaciuk, ukr. Микола Олександрович Яцюк, ros. Николай Александрович Яцюк, Nikołaj Aleksandrowicz Jaciuk (ur. 29 października 1959, Ukraińska SRR) – ukraiński trener piłkarski.

## Kariera trenerska
Karierę szkoleniowca rozpoczął w Szkole Sportowej Weres Równe. W sezonie 1996/97 pomagał trenować Weres Równe, a od lipca 1997 do kwietnia 1999 prowadził klub. Potem wrócił do pracy w Szkole Sportowej. W sezonie 2004/05 ponownie pomagał trenować Weres Równe. W październiku 2010 stał po raz drugi na czele Weresu Równe, którym kierował do rozwiązania klubu w listopadzie 2010. Potem kontynuował pracę w Szkole Sportowej Weres Równe.